# Paratithrone
Paratithrone es un género de la familia Acanthopidae. Este género de mantis del orden Mantodea tiene una especie reconocida.

## Especies
- Paratithrone royi (Lombardo, 1995)